# Ecjospora uredinialna
Ecjospora uredinialna lub ecidiospora uredinialna – szczególny rodzaj zarodnika wytwarzany przez te gatunki rdzowców (Pucciniales), u których nie powstają typowe urediniospory. Ich funkcję spełniają wówczas ecjospory uredinialne. Mogą infekować tego samego żywiciela u rdzy jednodomowych lub żywiciela z innej grupy systematycznej w przypadku rdzy dwudomowych. Rozwija się z nich grzybnia dikariotyczna.
Ecjospory uredinialne występują na przykład u gatunków zaliczanych do rodzajów Chrysomyxa, Coleosporium, Gymnosporangium.